# Verner Weckman

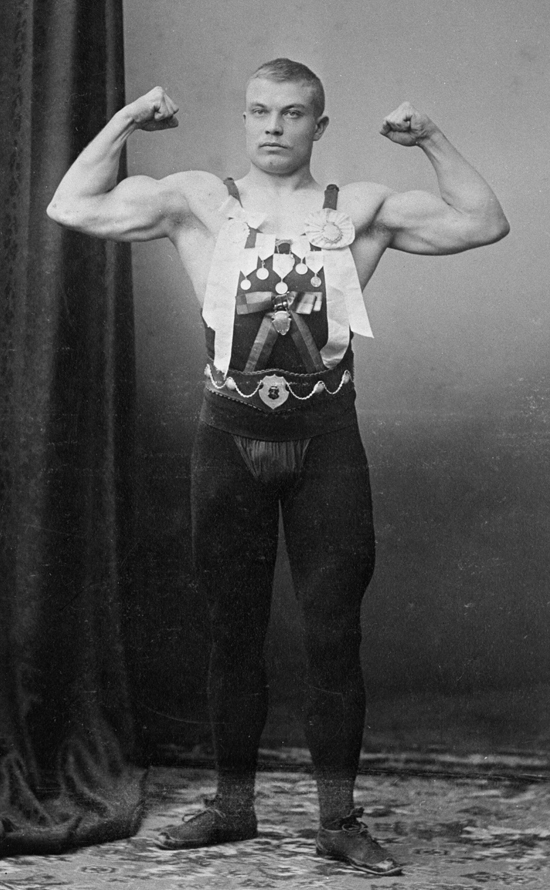
Verner Weckman (frühe 1900er).

Verner Johan Weckman (* 26. Juli 1882 in Loviisa; † 22. Februar 1968 in Helsinki) war ein finnischer Ringer und Industrieller.

## Werdegang
Der Finnlandschwede Verner Weckman wurde im zweisprachigen Lovisa (finnisch Loviisa) geboren aber wuchs in der ebenfalls zweisprachigen Hauptstadt Helsingfors (Helsinki) auf. Dort begann er im Jahre 1902 beim Helsingfors atletklubb (HAK, heute finnisch Helsingin atleettiklubi) mit dem Ringen. HAK war 1891 als der erste Sportverein speziell für Ringen gegründet worden. Weckman rang ausschließlich im damals in Europa üblichen griech.-römischen Stil. Es dauerte nur zwei Jahre, bis er seine erste finnische Meisterschaft im Schwergewicht gewann. Im Jahre 1905 ging er zum Studium an die Technische Universität Karlsruhe und startete 1906 bei den deutschen Meisterschaften, wo er im Schwergewicht den 2. Platz hinter dem Nürnberger Ulrich Gemmel belegte.
Ein Jahr vorher war er bei der Weltmeisterschaft in Duisburg an den Start gegangen und hatte dort den WM-Titel vor neun deutschen Ringern gewonnen. Dass dieser Erfolg kein Zufall war, bewies er bei den Olympischen Zwischenspielen 1906 in Athen. Verner Weckman wurde Olympiasieger im Mittelgewicht. Im Endkampf besiegte er dabei den Österreicher Rudolf Lindmayer. Im Wettbewerb der drei Klassensieger unterlag er gegen den Sieger der Schwergewichtsklasse Søren Marinus Jensen aus Dänemark und gewann über Rudolf Watzl aus Österreich, womit er noch eine Silbermedaille gewonnen hatte.
Im Jahre 1908 wurde er in London im Halbschwergewicht (bis 93 kg Körpergewicht) erneut Olympiasieger vor seinem Landsmann Yrjö Saarela und Carl Jensen aus Dänemark. 
Nach diesen Spielen trat Verner Weckman zurück und arbeitete als Ingenieur in Finnland. Von 1909 bis 1921 war er als Technischer Leiter im Asbestbergbau im Ural tätig. Das Großfürstentum Finnland war zu der Zeit noch ein Teil Russlands. 1921 wurde er Technischer Leiter von Finska kabelfabriken (Suomen Kaapelitehdas), wo er 1937 zum Geschäftsführer ernannt wurde und diesen Posten bis 1955 ausfüllte.
Im Jahr 1953 wurde ihm als Ingenieur der finnische Ehrentitel bergsråd (wörtlich „Bergrat“) vom Präsidenten der Republik Finnland verliehen. Als Sportler wurde Weckman auf den fünften Platz der „Liste von 50 bedeutenden Sportlern im schwedischsprachigen Finnland“ (Svenskfinlands 50 största idrottshjältar genom tiderna) gewählt, einer 2020 von Svenska Yle veröffentlichten Bestenliste.

## Sportliche Erfolge

### Internationale Meisterschaften
(OS = Olympische Spiele, WM = Weltmeisterschaft, GR = griech.-römischer Stil, Mi = Mittelgewicht, Hs = Halbschwergewicht, S = Schwergewicht)
- 1905, 1. Platz, WM in Duisburg, GR, S (über 85 kg Körpergewicht), vor Friedrich Müller, Gustav Sperling, Christoph Bähringhausen u. August Kunst, alle Deutschland;
- 1906, Goldmedaille, OS in Athen, GR, Mi (bis 85 kg Körpergewicht), vor Rudolf Lindmayer, Österreich u. Robert Behrens, Dänemark;
- 1906, Silbermedaille, OS in Athen, GR, Klasse ohne Gewichtsbeschränkung, hinter Søren Marinus Jensen, Dänemark u. vor Rudolf Watzl, Österreich;
- 1908, Goldmedaille, OS in London, GR, Hs (bis 93 kg Körpergewicht), vor Yrjö Saarela, Finnland, Carl Jensen, Dänemark u. Hugo Payr, Ungarn

### Finnische Meisterschaften
- 1904, 1. Platz, GR, S (über 70 kg Körpergewicht), vor Adolf Lindfors, Porvoon Akilles u. Knut Lindberg, HAK

### Deutsche Meisterschaften
- 1906, 2. Platz, Gr, S (über 85 kg Körpergewicht), hinter Ulrich Gemmel, Nürnberg u. vor Gustav Sperling, Essen